# Kose (Vändra)
Kose – wieś w Estonii, w prowincji Parnawa, w gminie Vändra.